# Schreivögel
Die Schreivögel (Tyranni) sind eine Unterordnung der Sperlingsvögel (Passeriformes) mit mehr als 1000 Arten, von denen die meisten in Südamerika vorkommen.
Sie unterscheiden sich durch ihren einfacher gebauten unteren Kehlkopf (Syrinx) von den Singvögeln (Passeri, Oscines). In der Wissenschaft wird auch oft die Bezeichnung Suboscines verwendet, da der Name Tyranni alternativ auch für das untergeordnete Taxon Tyrannida verwendet wird. Weitere ältere nicht mehr gebräuchliche Synonyme sind Clamatores und Mesomyodi.

## Systematik
Die Schreivögel lassen sich in zwei geographisch getrennte Kladen unterteilen, die Eurylaimides in den Tropen und Subtropen der Alten Welt und die Tyrannides in der Neuen Welt. Eine Art der Eurylaimiden, der Grünbreitrachen (Sapayoa aenigma), lebt allerdings in Amerika. Die Schreivögel der Neuen Welt lassen sich wiederum in zwei Kladen unterteilen, die sich in der Anatomie ihres Stimmkopfes (Syrinx) unterscheiden.
- Die Verwandten der Töpfervögel (Furnariida) besitzen einen trachealen Stimmkopf und werden daher auch „tracheophone“ Schreivögel genannt.
- Die Verwandten der Tyrannen (Tyrannida) besitzen dagegen einen bronchalen Stimmkopf und werden daher auch „nicht-tracheophone“ oder „bronchophone“ Schreivögel genannt.[1][2]

## Familien der Schreivögel
- Schreivögel (Tyranni, Suboscines)
  - Eurylaimides (Schreivögel der Alten Welt)
    - Pittabreitrachen (Calyptomenidae)
    - Grünbreitrachen (Sapayoidae)
    - Breitrachen (Eurylaimidae)
    - Lappenpittas (Philepittidae)
    - Pittas (Pittidae)

  - Tyrannides (Schreivögel der Neuen Welt)
    - Furnariida („tracheophone“ Schreivögel)
      - Ameisenvögel (Thamnophilidae)
      - Mückenfresser (Conopophagidae)
      - Ameisenpittas (Grallariidae)
      - Ameisendrosseln (Formicariidae)
      - Töpfervögel (Furnariidae)
      - Baumsteiger (Dendrocolaptidae)
      - Bürzelstelzer (Rhinocryptidae)
      - Bandvögel (Melanopareiidae)

    - Tyrannida („nicht-tracheophone“ Schreivögel)
      - Schnurrvögel (Pipridae)
      - Flammenköpfe (Oxyruncidae)
      - Tyrannen (Tyrannidae)
      - Schmuckvögel (Cotingidae)
      - Bekarden (Tityridae)
      - Onychorhynchidae